# Andy Beshear
Andrew Graham Beshear (Louisville, Kentucky, 1977. november 29. –) amerikai jogász és politikus. Kentucky 63. kormányzója 2019 óta. A Demokrata Párt tagja, Steve Beshear kormányzó fia.
Louisville városában született, tanulmányait a Vanderbilt Egyetemen és a Virginiai Egyetemen végezte. Jogászként több cégnél is dolgozott, mielőtt 2015-ben a szavazatok 50,1%-ával megválasztották Kentucky államügyészének, amely pozíciót 2016 és 2019 között töltött be. Hivatalban töltött ideje alatt többször is beperelte az állam kormányzóját, Matt Bevint, különböző ügyekben. Első mandátuma végén úgy döntött, hogy nem indul újra, inkább Bevin kihívója lesz a 2019-es kormányzóválasztáson.
2019-ben mindössze ötezer szavazattal tudta legyőzni Bevint, de 2023-ban már 5%-os előnyt tudhatott magáénak. 2020-ban méltatták munkáját a Covid19-pandémia közben, 2022-ben pedig egy tornádó idején. 2021 márciusában szinte minden egyes törvényjavaslatot részben vagy egészben megvétózott, amit az állam törvényhozása meghozott. 2024-ben csak ő és alkormányzója, Jacqueline Coleman voltak az államban megválasztott demokrata tisztviselők.
Annak ellenére, hogy a konzervatív Kentucky kormányzója, támogatja az abortuszhoz való jogot, a transznemű gyermekek és az LMBT-közösség jogait, illetve az egészségügyi célokra használt kannabisz legalizálását. Kormányzósága során Kentucky egyike volt azon államoknak, ami befogadott menekülteket a Trump-kormány idején. Közel 200 ezer kentucky lakosnak adta vissza szavazati jogát, ami a legtöbb az ország történetében. Ellenzi a szerződéses iskolák működtetését, szerinte létezésük alkotmányellenes, szerinte az állami pénzeket állami iskolákra kellene költeni.

## Választási eredmények
| Párt     | Jelölt              | Szavazatszám | %      |
| -------- | ------------------- | ------------ | ------ |
|          | Andy Beshear        | 479 929      | 50,1%  |
|          | Whitney Westerfield | 477 735      | 49,9%  |
| Összesen | Összesen            | 957,664      | 100,0% |

| Párt     | Jelölt                  | Szavazatszám | %      |
| -------- | ----------------------- | ------------ | ------ |
|          | Andy Beshear            | 709 577      | 49,20% |
|          | Matt Bevin (hivatalban) | 704 388      | 48,83% |
|          | John Hicks              | 28 425       | 1,97%  |
| Összesen | Összesen                | 1 442 390    | 100,0% |

| Párt     | Jelölt                    | Szavazatszám | %      |
| -------- | ------------------------- | ------------ | ------ |
|          | Andy Beshear (hivatalban) | 694 167      | 52,5%  |
|          | Daniel Cameron            | 627 086      | 47,4%  |
| Összesen | Összesen                  | 1 321 253    | 100,0% |